# Anaphosia aurantiaca
Anaphosia aurantiaca är en fjärilsart som beskrevs av George Francis Hampson 1909. Anaphosia aurantiaca ingår i släktet Anaphosia och familjen björnspinnare. Inga underarter finns listade i Catalogue of Life.